# John Peers
John Peers OAM (* 25. Juli 1988 in Melbourne, Victoria) ist ein australischer Tennisspieler.

## Karriere
John Peers spielte in den Jahren 2011 und 2012 hauptsächlich auf der ITF Future Tour und der ATP Challenger Tour im Doppel mit verschiedenen Partnern. Mit seinem Landsmann John-Patrick Smith gewann er bereits fünf Titel auf der Challenger Tour sowie drei weitere mit weiteren Partnern. Seit der Saison 2013 ist er auch regelmäßig bei Turnieren der ATP World Tour gemeldet. Er spielte unter anderem bei den Turnieren in Brisbane, den Australian Open und in Montpellier. Bei den Australian Open schaffte er es mit seinem Partner in die zweite Runde, nachdem sie in der ersten Runde das an Nummer acht gesetzte Duo Mariusz Fyrstenberg und Marcin Matkowski besiegten.
Am 14. April 2013 gewann er gemeinsam mit Jamie Murray sein erstes World-Tour-Turnier in Houston. Im Finale besiegten sie die Weltranglistenersten Bob und Mike Bryan. Im Juli 2013 folgte dann, ebenfalls an der Seite von Jamie Murray, der zweite Turniersieg in dieser Kategorie. Sie gewannen gemeinsam das Turnier in Gstaad gegen das spanische Duo Pablo Andújar und Guillermo García López. Im September 2013 folgte in Thailand der dritte gemeinsame Titel, außerdem erreichte sie einen Monat später das Finale von Tokio. In der Saison 2014 gewann John Peers mit Jamie Murray das Turnier in München und stand außerdem in den Finals im Queen’s Club, in Winston-Salem und Kuala Lumpur. 2015 starteten er und Murray mit einem Turniersieg in Brisbane in die Saison. In Wimbledon erreichten die beiden ihr erstes Grand-Slam-Finale und wiederholten diesen Erfolg auch bei den US Open. Bei beiden Finals blieben sie allerdings ohne Satzgewinn.
Zur Saison 2016 trennten sich Murray und Peers; neuer Doppelpartner wurde Henri Kontinen. Mit Kontinen gewann er 2016 insgesamt fünf Titel, darunter die ATP World Tour Finals und das Paris Masters, und erreichte ein weiteres Finale. Anfang 2017 feierten die beiden ihren jeweils ersten Grand-Slam-Titel im Doppel mit dem Gewinn der Australian Open. Zum 3. April erreichte er mit Rang zwei seine höchste Position in der Doppel-Weltrangliste.
2016 debütierte John Peers für die australische Davis-Cup-Mannschaft.
Für seine Verdienste um den Sport als Goldmedaillengewinner bei den Olympischen Spielen 2024 in Paris wurde er 2025 mit der Medaille des Order of Australia ausgezeichnet.

## Erfolge
| Legende (Anzahl der Siege) |
| Grand Slam (3)             |
| ATP Finals (2)             |
| Olympische Spiele (1)      |
| ATP Tour Masters 1000 (4)  |
| ATP Tour 500 (9)           |
| ATP Tour 250 (13)          |
| ATP Challenger Tour (11)   |

| ATP-Titel nach Belag |
| Hartplatz (20)       |
| Sand (9)             |
| Rasen (3)            |

### Doppel

#### Turniersiege

##### ATP World Tour
| Nr. | Datum              | Turnier          | Belag         | Partner        | Finalgegner                          | Ergebnis           |
| --- | ------------------ | ---------------- | ------------- | -------------- | ------------------------------------ | ------------------ |
| 1.  | 14. April 2013     | Houston          | Sand          | Jamie Murray   | Bob Bryan Mike Bryan                 | 1:6, 7:63, [12:10] |
| 2.  | 28. Juli 2013      | Gstaad           | Sand          | Jamie Murray   | Pablo Andújar Guillermo García López | 6:3, 6:4           |
| 3.  | 29. September 2013 | Bangkok          | Hartplatz     | Jamie Murray   | Tomasz Bednarek Johan Brunström      | 6:3, 3:6, [10:6]   |
| 4.  | 4. Mai 2014        | München (1)      | Sand          | Jamie Murray   | Colin Fleming Ross Hutchins          | 6:4, 6:2           |
| 5.  | 11. Januar 2015    | Brisbane (1)     | Hartplatz     | Jamie Murray   | Oleksandr Dolhopolow Kei Nishikori   | 6:3, 7:64          |
| 6.  | 2. August 2015     | Hamburg (1)      | Sand          | Jamie Murray   | Juan Sebastián Cabal Robert Farah    | 2:6, 6:3, [10:8]   |
| 7.  | 10. Januar 2016    | Brisbane (2)     | Hartplatz     | Henri Kontinen | James Duckworth Chris Guccione       | 7:64, 6:1          |
| 8.  | 1. Mai 2016        | München (2)      | Sand          | Henri Kontinen | Juan Sebastián Cabal Robert Farah    | 6:3, 3:6, [10:7]   |
| 9.  | 17. Juli 2016      | Hamburg (2)      | Sand          | Henri Kontinen | Daniel Nestor Aisam-ul-Haq Qureshi   | 7:5, 6:3           |
| 10. | 6. November 2016   | Paris            | Hartplatz (i) | Henri Kontinen | Pierre-Hugues Herbert Nicolas Mahut  | 6:4, 3:6, [10:6]   |
| 11. | 20. November 2016  | London (1)       | Hartplatz (i) | Henri Kontinen | Rajeev Ram Raven Klaasen             | 2:6, 6:1, [10:8]   |
| 12. | 28. Januar 2017    | Australian Open  | Hartplatz     | Henri Kontinen | Bob Bryan Mike Bryan                 | 7:5, 7:5           |
| 13. | 6. August 2017     | Washington, D.C. | Hartplatz     | Henri Kontinen | Łukasz Kubot Marcelo Melo            | 7:65, 6:4          |
| 14. | 8. Oktober 2017    | Peking           | Hartplatz     | Henri Kontinen | John Isner Jack Sock                 | 6:3, 3:6, [10:7]   |
| 15. | 15. Oktober 2017   | Shanghai         | Hartplatz     | Henri Kontinen | Łukasz Kubot Marcelo Melo            | 6:4, 6:2           |
| 16. | 19. November 2017  | London (2)       | Hartplatz (i) | Henri Kontinen | Łukasz Kubot Marcelo Melo            | 6:4, 6:2           |
| 17. | 7. Januar 2018     | Brisbane (3)     | Hartplatz     | Henri Kontinen | Leonardo Mayer Horacio Zeballos      | 3:6, 6:3, [10:2]   |
| 18. | 24. Juni 2018      | Queen’s Club     | Rasen         | Henri Kontinen | Jamie Murray Bruno Soares            | 6:4, 6:3           |
| 19. | 12. August 2018    | Toronto          | Hartplatz     | Henri Kontinen | Raven Klaasen Michael Venus          | 6:2, 6:77, [10:6]  |
| 20. | 16. Juni 2019      | Stuttgart        | Rasen         | Bruno Soares   | Rohan Bopanna Denis Shapovalov       | 7:5, 6:3           |
| 21. | 29. Februar 2020   | Dubai            | Hartplatz     | Michael Venus  | Raven Klaasen Oliver Marach          | 6:3, 6:2           |
| 22. | 27. September 2020 | Hamburg (3)      | Sand          | Michael Venus  | Ivan Dodig Mate Pavić                | 6:3, 6:4           |
| 23. | 25. Oktober 2020   | Antwerpen        | Hartplatz (i) | Michael Venus  | Rohan Bopanna Matwé Middelkoop       | 6:3, 6:4           |
| 24. | 22. Mai 2021       | Genf             | Sand          | Michael Venus  | Simone Bolelli Máximo González       | 6:2, 7:5           |
| 25. | 16. Oktober 2021   | Indian Wells     | Hartplatz     | Filip Polášek  | Aslan Karazew Andrei Rubljow         | 6:3, 7:65          |
| 26. | 15. Januar 2022    | Sydney           | Hartplatz     | Filip Polášek  | Simone Bolelli Fabio Fognini         | 7:5, 7:5           |
| 27. | 25. Juni 2023      | Halle            | Rasen         | Marcelo Melo   | Simone Bolelli Andrea Vavassori      | 7:63, 3:6, [10:6]  |
| 28. | 3. August 2024     | Paris            | Sand          | Matthew Ebden  | Austin Krajicek Rajeev Ram           | 6:76, 7:61, [10:8] |
| 29. | 27. Oktober 2024   | Basel            | Hartplatz (i) | Jamie Murray   | Wesley Koolhof Nikola Mektić         | 6:3, 7:5           |
| 30. | 9. November 2024   | Belgrad          | Hartplatz (i) | Jamie Murray   | Ivan Dodig Skander Mansouri          | 3:6, 7:65, [11:9]  |

##### ATP Challenger Tour
| Nr. | Datum            | Turnier         | Belag     | Partner            | Finalgegner                             | Ergebnis          |
| --- | ---------------- | --------------- | --------- | ------------------ | --------------------------------------- | ----------------- |
| 1.  | 4. Februar 2012  | Burnie          | Hartplatz | John-Patrick Smith | Divij Sharan Vishnu Vardhan             | 6:2, 6:4          |
| 2.  | 11. Februar 2012 | Caloundra       | Hartplatz | John-Patrick Smith | John Paul Fruttero Raven Klaasen        | 7:65, 6:4         |
| 3.  | 15. April 2012   | León            | Hartplatz | John-Patrick Smith | César Ramírez Bruno Rodríguez           | 6:3, 6:3          |
| 4.  | 29. Juli 2012    | Lexington       | Hartplatz | Austin Krajicek    | Tennys Sandgren Rhyne Williams          | 6:1, 7:64         |
| 5.  | 12. August 2012  | Aptos           | Hartplatz | Rik De Voest       | Chris Guccione Frank Moser              | 6:75, 6:1, [10:4] |
| 6.  | 6. Oktober 2012  | Belém           | Hartplatz | John-Patrick Smith | Nicholas Monroe Simon Stadler           | 6:3, 6:2          |
| 7.  | 4. November 2012 | Charlottesville | Hartplatz | John-Patrick Smith | Jarmere Jenkins Jack Sock               | 7:5, 6:1          |
| 8.  | 8. Juni 2013     | Nottingham (1)  | Rasen     | Jamie Murray       | Ken Skupski Neal Skupski                | 6:2, 6:73, [10:6] |
| 9.  | 7. Mai 2023      | Aix-en-Provence | Sand      | Jason Kubler       | Nuno Borges Francisco Cabral            | 6:75, 6:4, [10:7] |
| 10. | 16. Juni 2024    | Nottingham (2)  | Rasen     | Marcus Willis      | Harold Mayot Luke Saville               | 6:1, 6:71, [10:7] |
| 11. | 17. August 2024  | Cary            | Hartplatz | John-Patrick Smith | Federico Agustín Gómez Petros Tsitsipas | kampflos          |

#### Finalteilnahmen
| Nr. | Datum              | Turnier          | Belag         | Partner          | Finalgegner                          | Ergebnis          |
| --- | ------------------ | ---------------- | ------------- | ---------------- | ------------------------------------ | ----------------- |
| 1.  | 6. Oktober 2013    | Tokio            | Hartplatz     | Jamie Murray     | Rohan Bopanna Édouard Roger-Vasselin | 6:75, 4:6         |
| 2.  | 15. Juni 2014      | Queen’s Club (1) | Rasen         | Jamie Murray     | Alexander Peya Bruno Soares          | 6:4, 6:74, [4:10] |
| 3.  | 23. August 2014    | Winston-Salem    | Hartplatz     | Jamie Murray     | Juan Sebastián Cabal Robert Farah    | 3:6, 4:6          |
| 4.  | 28. September 2014 | Kuala Lumpur     | Hartplatz (i) | Jamie Murray     | Marcin Matkowski Leander Paes        | 6:3, 6:75, [5:10] |
| 5.  | 15. Februar 2015   | Rotterdam        | Hartplatz (i) | Jamie Murray     | Jean-Julien Rojer Horia Tecău        | 6:3, 3:6, [8:10]  |
| 6.  | 26. April 2015     | Barcelona        | Sand          | Jamie Murray     | Marin Draganja Henri Kontinen        | 3:6, 7:66, [9:11] |
| 7.  | 11. Juli 2015      | Wimbledon        | Rasen         | Jamie Murray     | Jean-Julien Rojer Horia Tecău        | 6:75, 4:6, 4:6    |
| 8.  | 12. September 2015 | US Open          | Hartplatz     | Jamie Murray     | Pierre-Hugues Herbert Nicolas Mahut  | 4:6, 4:6          |
| 9.  | 25. Oktober 2015   | Wien             | Hartplatz (i) | Jamie Murray     | Łukasz Kubot Marcelo Melo            | 6:4, 6:73, [6:10] |
| 10. | 1. November 2015   | Basel            | Hartplatz (i) | Jamie Murray     | Alexander Peya Bruno Soares          | 5:7, 5:7          |
| 11. | 16. Oktober 2016   | Shanghai         | Hartplatz     | Henri Kontinen   | John Isner Jack Sock                 | 4:6, 4:6          |
| 12. | 27. Januar 2019    | Australian Open  | Hartplatz     | Henri Kontinen   | Pierre-Hugues Herbert Nicolas Mahut  | 4:6, 6:71         |
| 13. | 20. Juni 2021      | Queen’s Club (2) | Rasen         | Reilly Opelka    | Pierre-Hugues Herbert Nicolas Mahut  | 4:6, 5:7          |
| 14. | 3. Oktober 2021    | San Diego        | Hartplatz     | Filip Polášek    | Joe Salisbury Neal Skupski           | 6:72, 6:3, [5:10] |
| 15. | 31. Juli 2022      | Atlanta          | Hartplatz     | Jason Kubler     | Thanasi Kokkinakis Nick Kyrgios      | 6:74, 5:7         |
| 16. | 14. August 2022    | Montreal         | Hartplatz     | Daniel Evans     | Wesley Koolhof Neal Skupski          | 2:6, 6:4, [6:10]  |
| 17. | 23. Oktober 2022   | Neapel           | Hartplatz     | Matthew Ebden    | Ivan Dodig Austin Krajicek           | 3:6, 6:1, [8:10]  |
| 18. | 3. Oktober 2023    | Astana           | Hartplatz (i) | Mate Pavić       | Nathaniel Lammons Jackson Withrow    | 6:74, 6:77        |
| 19. | 6. April 2024      | Houston          | Sand          | William Blumberg | Max Purcell Jordan Thompson          | 5:7, 1:6          |
| 20. | 28. Juni 2024      | Eastbourne       | Rasen         | Matthew Ebden    | Neal Skupski Michael Venus           | 6:4, 6:72, [9:11] |

### Mixed

#### Turniersiege
| Nr. | Datum              | Turnier         | Belag     | Partnerin      | Finalgegner                             | Ergebnis         |
| --- | ------------------ | --------------- | --------- | -------------- | --------------------------------------- | ---------------- |
| 1.  | 10. September 2022 | US Open         | Hartplatz | Storm Sanders  | Kirsten Flipkens Édouard Roger-Vasselin | 4:6, 6:4, [10:7] |
| 2.  | 24. Januar 2025    | Australian Open | Hartplatz | Olivia Gadecki | Kimberly Birrell John-Patrick Smith     | 3:6, 6:4, [10:6] |

## Abschneiden bei bedeutenden Turnieren

### Doppel
Die Tabelle listet die Ergebnisse der Grand-Slam-Turniere, der ATP Finals, der Olympischen Spiele, des Davis Cups und der Masters-Turniere auf.
| Turnier           | 2025 | 2024 | 2023 | 2022 | 2021 | 2020 | 2019 | 2018 | 2017 | 2016 | 2015 | 2014 | 2013 | 2012 | Karriere |
| ----------------- | ---- | ---- | ---- | ---- | ---- | ---- | ---- | ---- | ---- | ---- | ---- | ---- | ---- | ---- | -------- |
| Australian Open   | 2    | 2    | VF   | VF   | AF   | AF   | F    | 2    | S    | 2    | AF   | 2    | 2    | —    | 1 × S    |
| French Open       | VF   | 2    | AF   | 1    | 2    | 2    | AF   | VF   | 1    | 2    | AF   | AF   | 2    | —    | 2 × VF   |
| Wimbledon         | 1    | 2    | AF   | VF   | 1    |      | VF   | 1    | HF   | VF   | F    | AF   | 1    | 1    | 1 × F    |
| US Open           |      | 1    | 1    | 1    | HF   | AF   | 2    | 2    | HF   | 2    | F    | 1    | VF   | —    | 1 × F    |
| ATP Finals        |      | —    | —    | —    | —    | RR   | —    | RR   | S    | S    | RR   | —    | —    | —    | 2 × S    |
| Indian Wells      | AF   | AF   | AF   | 1    | S    |      | AF   | 1    | VF   | 1    | AF   | 1    | —    | —    | 1 × S    |
| Miami             | AF   | 1    | AF   | 1    | —    |      | 1    | AF   | AF   | 1    | AF   | 1    | —    | —    | 5 × AF   |
| Monte Carlo       | 1    | —    | —    | AF   | 1    |      | AF   | AF   | VF   | VF   | 1    | —    | —    | —    | 2 × VF   |
| Madrid            | 1    | AF   | —    | 1    | 1    |      | AF   | AF   | VF   | VF   | VF   | 1    | —    | —    | 3 × VF   |
| Rom               | AF   | 1    | 1    | 1    | HF   | HF   | VF   | VF   | HF   | 1    | VF   | —    | —    | —    | 3 × HF   |
| Kanada            |      | —    | 1    | F    | 1    |      | AF   | S    | VF   | VF   | VF   | AF   | —    | —    | 1 × S    |
| Cincinnati        |      | —    | VF   | 1    | AF   | 1    | VF   | VF   | VF   | 1    | AF   | 1    | —    | —    | 4 × VF   |
| Shanghai          |      |      |      |      |      |      | AF   | AF   | S    | F    | AF   | 1    | HF   | —    | 1 × S    |
| Paris             |      | 1    | —    | AF   | HF   | VF   | 1    | AF   | VF   | S    | AF   | —    | 1    | —    | 1 × S    |
| Olympische Spiele |      | S    |      |      |      | 1    |      |      |      | 1    |      |      |      | —    | 1 × S    |
| Davis Cup         |      |      |      | —    | —    | —    | —    | 1    | HF   | 1    | —    | —    | —    | —    | 1 × HF   |

Zeichenerklärung: S = Turniersieg; F, HF, VF, AF = Einzug ins Finale, Halb-, Viertel-, Achtelfinale; 1, 2, 3 = Ausscheiden in der 1., 2., 3. Haupt- / Finalrunde; Q1, Q2, Q3 = Ausscheiden in der 1., 2. 3. Qualifikationsrunde; RR = Round Robin (Gruppenphase); nicht ausgetragen oder andere Kategorie; PO (Playoff), P2 = Auf-/Abstiegsrunde zur Weltgruppe I/II im Davis Cup; W2 = Teilnahme in der Weltgruppe II

### Mixed
| Turnier         | 2013 | 2014 | 2015 | 2016 | 2017 | 2018 | 2019 | 2020 | 2021 | 2022 | 2023 | 2024 | 2025 | Karriere |
| --------------- | ---- | ---- | ---- | ---- | ---- | ---- | ---- | ---- | ---- | ---- | ---- | ---- | ---- | -------- |
| Australian Open | —    | AF   | VF   | AF   | 1    | AF   | 1    | —    | 1    | HF   | 1    | 1    | S    | S        |
| French Open     | —    | 1    | VF   | 1    | 1    | AF   | VF   |      | 1    | HF   | AF   | AF   | —    | HF       |
| Wimbledon       | VF   | AF   | 2    | 1    | AF   | 2    | AF   |      | HF   | VF   | 1    | —    | —    | HF       |
| US Open         | AF   | VF   | AF   | —    | —    | HF   | 1    |      | 1    | S    | 1    | AF   |      | S        |

Zeichenerklärung: S = Turniersieg; F, HF, VF, AF = Einzug ins Finale / Halbfinale / Viertelfinale / Achtelfinale; 1, 2, 3 = Ausscheiden in der 1. / 2. / 3. Hauptrunde; nicht ausgetragen